# 屋久島ラーメン
屋久島ラーメン（やくしまラーメン）は、鹿児島県熊毛郡屋久島のご当地ラーメン。

## 概要
屋久島特産のサバ節・あご節（トビウオ）・宗田節で出汁を取り、屋久島産の素材から製造された醤油を使用する。
希に、トッピングだけ島の特産品を乗せただけのラーメンも在るようだが、それは、屋久島ラーメンとは言えないものである。
トッピングには、提供店ごとに工夫されているが、主にサバのなまり節やハンダマなどの島で採れる食品が使用されている。
| スタブアイコン | サブスタブ | この項目は、まだ閲覧者の調べものの参照としては役立たない、鹿児島県に関連した書きかけの項目です。この項目を加筆・訂正などしてくださる協力者を求めています（P:日本の都道府県/鹿児島県）。 |